# Зия Дибра
Зия Дибра (на албански: Zija Dibra) е османски, и по-късно албански, офицер и политик, министър на външните работи и министър на войната на Албания.

## Биография
Роден е в 1890 година в западномакедонския българо-албански град Дебър. Завършва Цариградската военна академия и прави кариера в османската армия. Участва в Младотурското движение. Завръща се в Албания и на 28 март 1921 година става министър на външните работи в правителството на Пандели Евангели. Той е сред министрите, които през декември провокират кризата, която сваля правителството.
Членува в опозиционното крило на така наречената Свята лига. Дибра е сред организаторите на въстанието през март 1922 година и на 5 април в същата година е осъден задочно на смърт. Напуска Албания и в 1923 година е във Виена с Хасан Прищина и Ирфан Охри, като част от антизогистка организация, основана от Акиф Елбасани.
Амнистиран е на 2 юни 1924 година и се завръща в Албания през същия месец. Подкрепя Юнската революция и формираното след нея правителство на Фан Ноли. След като Ахмед Зогу овладява властта, Дибра бяга в Югославия, но властите го връщат. Обвинен в болшевизъм на 20 януари 1925 година е заточен в Берат. По пътя е убит от конвоя при опит за бягство в село Харизай.